# Prayidae
Famille
Les Prayidae constituent une famille de siphonophores (hydrozoaires coloniaux pélagiques).

## Liste des genres
Selon World Register of Marine Species (13 avril 2016), la famille Prayidae comprend les genres suivants :
- genre Amphicaryon Chun, 1888
- genre Craseoa Pugh & Harbison, 1987
- genre Craseoa Haeckel, 1888
- genre Gymnopraia Haddock, Dunn & Pugh, 2005
- genre Lilyopsis Chun, 1885
- genre Maresearsia Totton, 1954
- genre Mistoprayina Pugh & Harbison, 1987
- genre Nectadamas Pugh, 1992
- genre Nectopyramis Bigelow, 1911
- genre Praya Quoy & Gaimard in de Blainville, 1834
- genre Prayola Carré, C., 1969
- genre Rosacea Quoy & Gaimard, 1827
- genre Stephanophyes Chun, 1888